# Abdullah Zubromawi
Abdullah Sulaiman Zubromawi (in arabo الله سليمان زبرماوي‎?; Gedda, 15 novembre 1973) è un ex calciatore saudita, di ruolo difensore.

## Carriera

### Club
Debutta nel 1993 con l'Al-Ahli, e rimane nella società fino al 2001. Trasferitosi all'Al-Hilal, vi gioca fino al 2005. In quell'anno si trasferisce al Dhamak Abha.

### Nazionale
Dal 1994 al 2002 ha fatto parte della nazionale di calcio saudita, giocandovi 122 partite e segnandovi 4 reti. Ha partecipato a Stati Uniti 1994, Francia 1998 e Corea del Sud-Giappone 2002.

## Palmarès

### Nazionale
- Coppa d'Asia: 1

1996